# معطف المطر
المِمْطَر أو معطف المطر هو ثوب طويل مقاوم للماء يرتدى لحماية الجسم من المطر. يستخدم مصطلح سترة المطر أحياناً للتعبير عن المماطر التي يصل طولها للخصر. يمكن دمج سترة المطر مع بنطال المطر لصنع بِذلة المطر؛ قد يكون ثوب المطر أيضاً من قطعة واحدة مثل بذلة العامل.
غالباً ما تصنع المماطر الحديثة من أقمشة مقاومة للماء قابلة للتنفس، مثل غور-تكس أو النايلون المشمع. تسمح هذه الأقمشة بمرور بخار الماء، مما يسمح للملابس «بالتنفس» حتى يتمكن عَرق مرتديها من الخروج. أحياناً تقاس كمية المطر المتساقطة التي يمكن للممطر التعامل معها بوحدة المليمترات، باستخدام مقياس منسوب الماء.

## الوصف والخصائص
يتميز معطف المطر بطوله الذي يتفاوت بين ما يغطي الجذع، وما يصل إلى أسفل الركبتين وقد يصل للكاحلين. وغالبًا ما يُزود بقعة متصلة لحماية الرأس والرقبة من المطر. تصمم بعض المعاطف بأزرار أو سحابات مقاومة للماء، وأحيانًا تتضمن شريطًا مطاطيًا أو حزامًا لضمان إغلاق محكم ومنع تسرب المياه.

## المواد المستخدمة
تطورت المواد المستخدمة في تصنيع معاطف المطر مع مرور الزمن. ففي الماضي، كانت المعاطف تصنع من أقمشة مشمعة أو معالَجة بزيوت طبيعية. أما اليوم، فتستخدم مواد صناعية خفيفة الوزن وقابلة للتنفس، مثل:
- النايلون المطلي بالبولي يوريثان: أحد المواد الشائعة بسبب خفته ومقاومته للماء.[5]
- أقمشة غورتكس (Gore-Tex): وهي مقاومة للماء وتسمح بمرور الهواء، مما يجعلها مثالية للأنشطة الرياضية.[6]
- اللدائن الخفيف الشفاف: يُستخدم في المعاطف القابلة للطي أو معاطف المطر الاقتصادية.[7]

## التاريخ
ترجع أصول معطف المطر الحديث إلى أوائل القرن التاسع عشر، وهو من ابتكار عالم الكيمياء الأسكتلندي تشارلز ماكينتوش لمعطف مقاوم للماء عام 1823، واستخدام بصناعته القماش المطلي بالمطاط.

## الاستعمالات
يُستخدم معطف المطر في الطقس الماطر في الأنشطة الخارجية، مثل: المشي، وصيد الأسماك، وركوب الدراجات، والسفر. في بعض الدول معطف المطر جزء أساسي من الزي المدرسي، ويُعتمد عليه في المهام العسكرية والمهنية التي تتطلب العمل في البيئات الماطرة.

## أنواع معاطف المطر
- معطف قصير: خفيف الوزن ومناسب للحركة السريعة.
- معطف طويل: يوفر حماية أكبر للجسم والساقين.
- معطف لدائني قابل للطي: يُستخدم لمرة واحدة أو لحالات الطوارئ.
- معطف فني عالي الأداء: مزود بتقنيات تنفسية ومقاومة عالية للماء، يُستخدم في رياضات الهواء الطلق.[6]